# خورخي غارسيا (لاعب كرة قدم)
خورخي غارسيا توري (بالإسبانية: Jorge García Torre)‏ (من مواليد 13 يناير 1984 في خيخون، أستورياس)، المعروفة اختصاراً باسم "جورج"، هو لاعب كرة قدم محترف إسباني، يلعب لنادي ريال مورسيا في مركز قلب الدفاع.
شقيقه التوأم، أليخاندرو، هو أيضا لاعب كرة قدم (حارس مرمى)، وكلاهما بدأ مسيرته الرياضية في خيخون.

## وصلات خارجية
- خورخي غارسيا على موقع قاعدة بيانات كرة القدم.إي يو (الإنجليزية)
- خورخي غارسيا على موقع Soccerbase.com (لاعب) (الإنجليزية)
- خورخي غارسيا على موقع Soccerway.com (الإنجليزية)
- خورخي غارسيا على موقع عالم كرة القدم.نت (الإنجليزية)
- خورخي غارسيا على موقع AS.com (الإسبانية)

- BDFutbol profile
- Transfermarkt profile